# Altdeutsche Hütehunde
Altdeutsche Hütehunde (sing. Altdeutscher Hütehund, tyska för "gammaltysk herdehund") är vallhundar av lantrastyp från Tyskland. Det är inte någon särskild hundras, utan snarare flera hundrastyper. Som raser är de inte erkända av vare sig  Fédération Cynologique Internationale (FCI) eller den tyska kennelklubben Verband für das Deutsche Hundewesen (VDH).
Vissa av varianterna finns i den tyska schäferhundens ursprung. De schäferliknande typerna är Gelbbacke, Harzer Fuchs och Schwarzer. Den boskapsvallande Kuhhund påminner om de belgiska och holländska vallhundarna. Tiger och Stumper liknar mer Tatra-hundarna, t.ex. kuvasz, men är lättare och är inte vita, utan har andra färger. En särskild variant är Schafpudel som mest påminner om holländska nederlandse schapendoes. Typen Strobel liknar en briard.
Altdeutsche Hütehunde avlas för sina bruksegenskaper och används fortfarande som herdehundar och vallhundar i Tyskland.

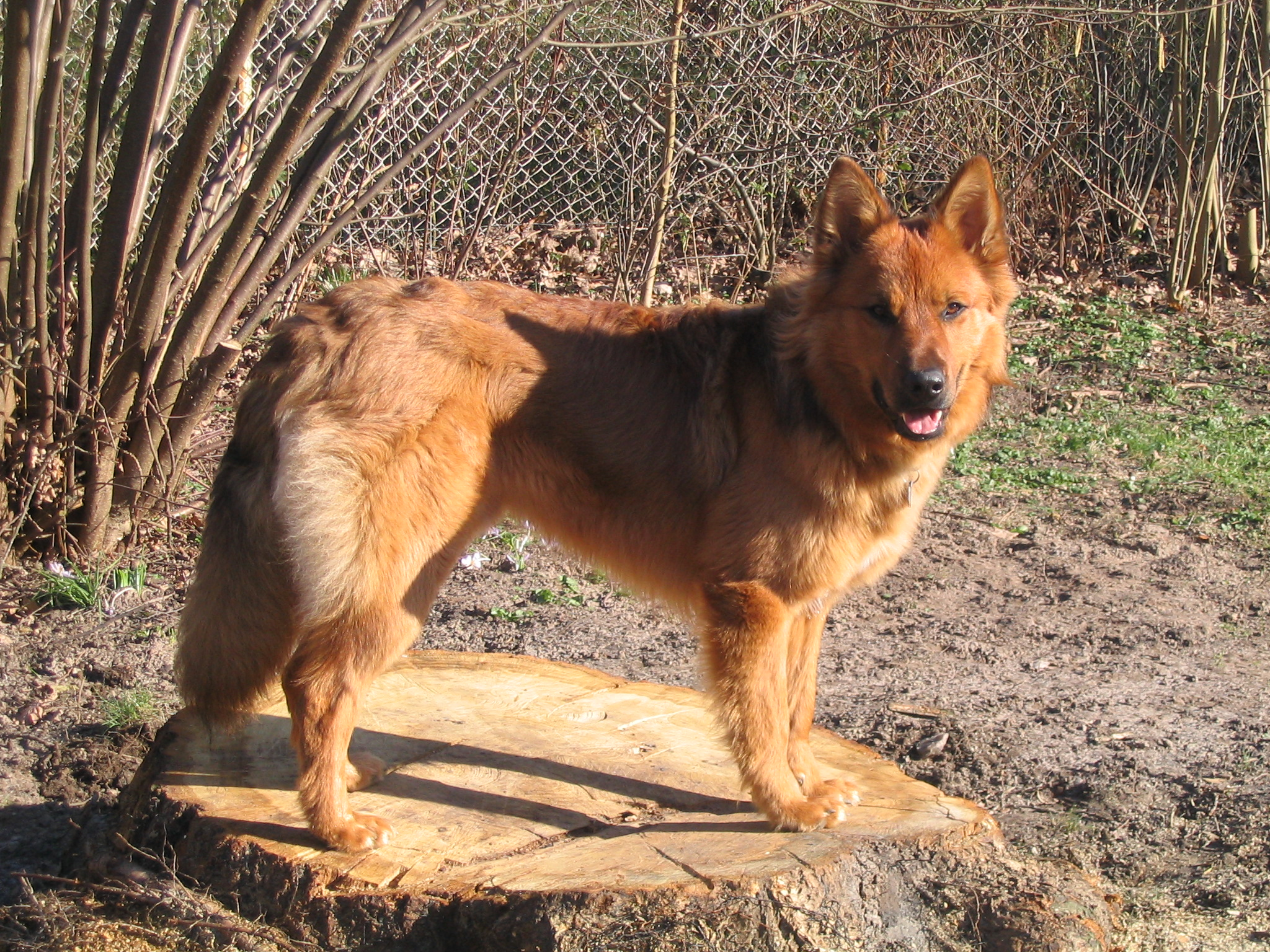
Harzer Fuchs
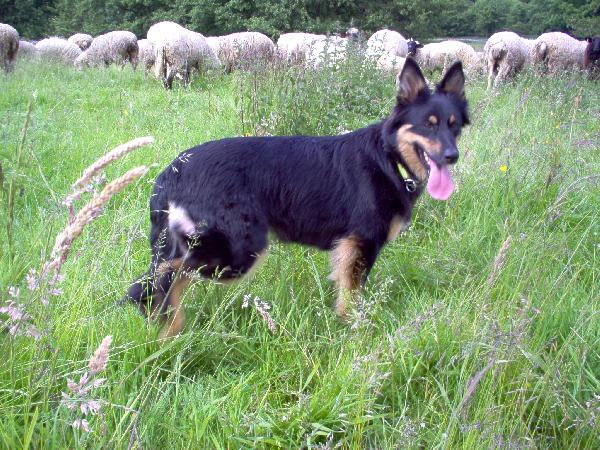
Gelbbacke
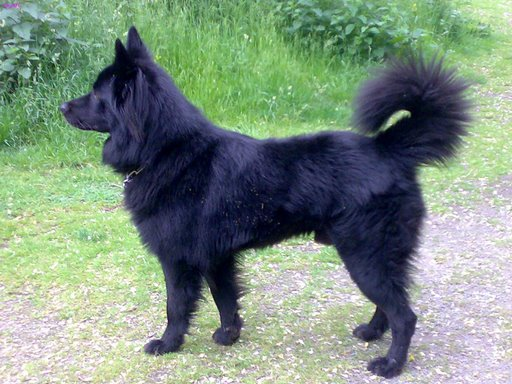
Schwarzer
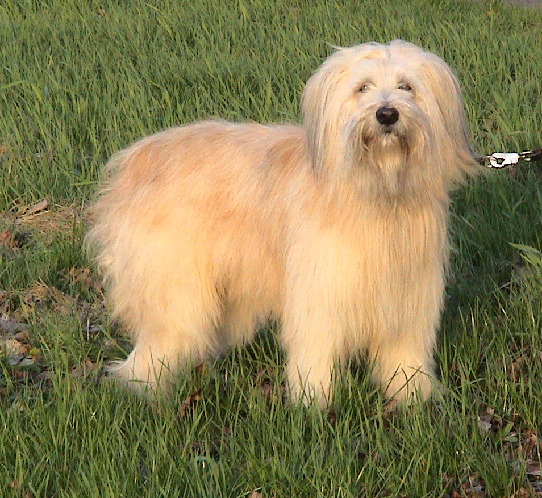
Schafpudel

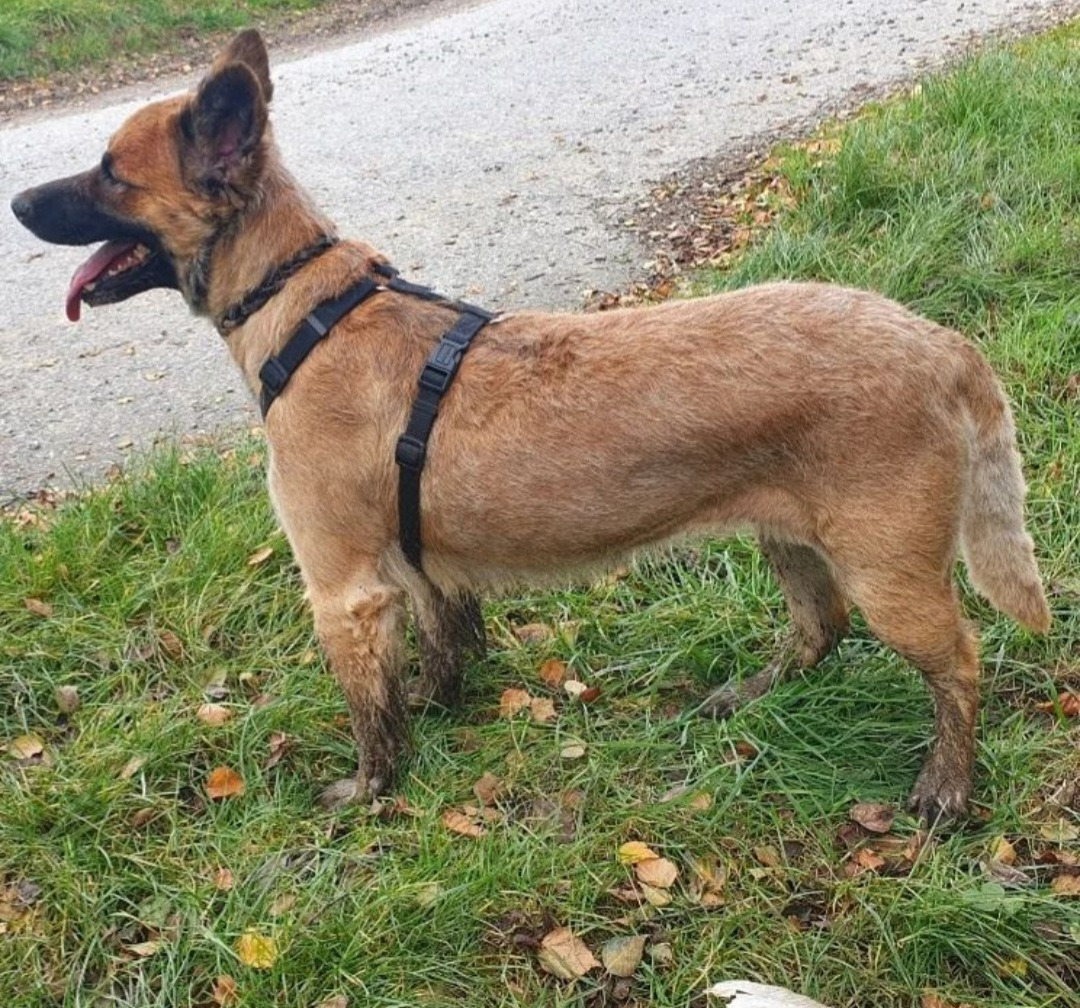
Kuhhund
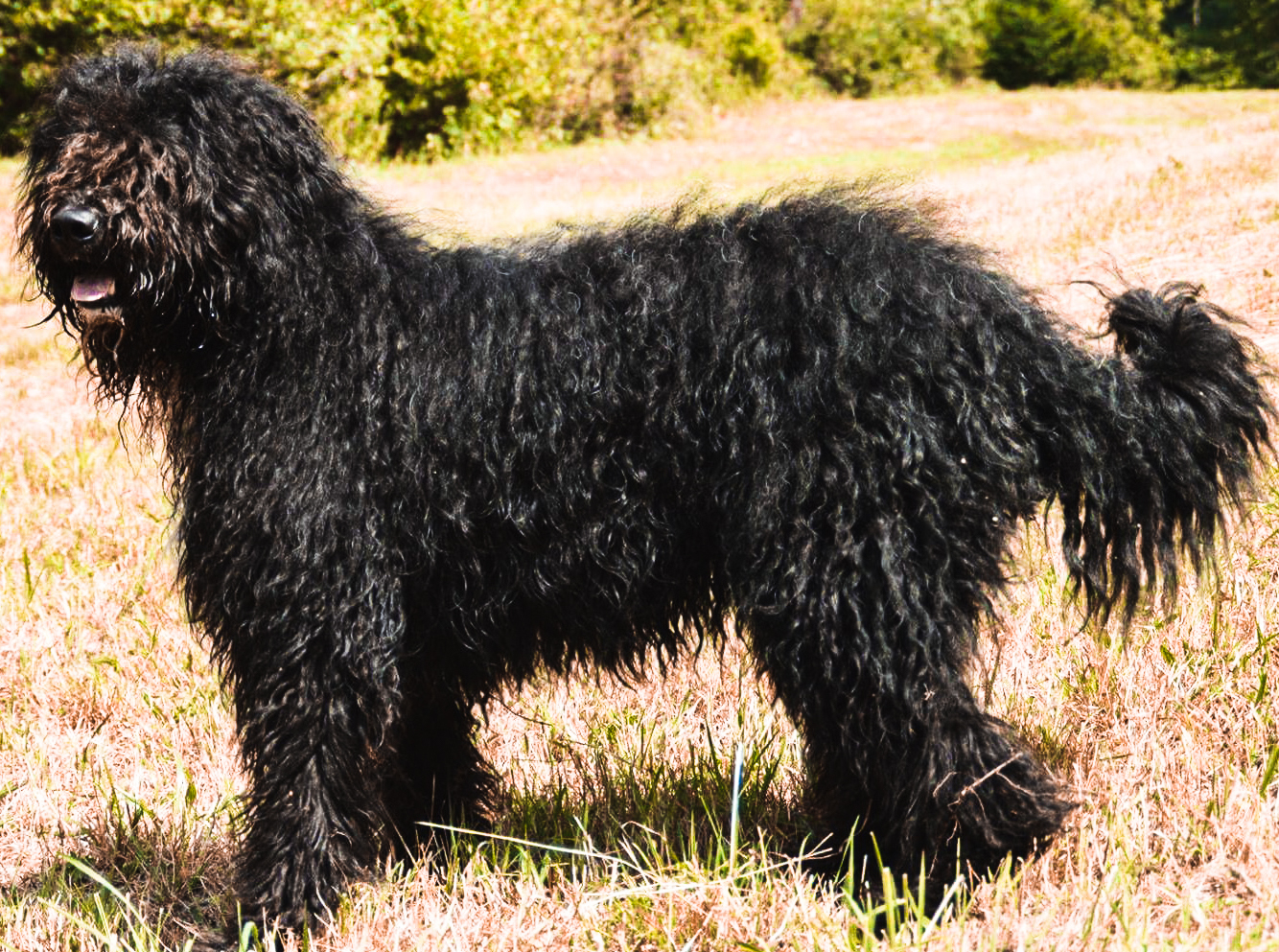
Strobel
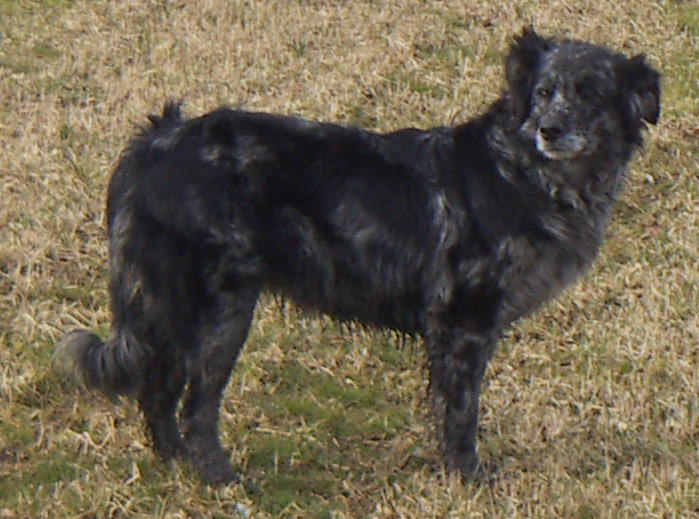
Tiger
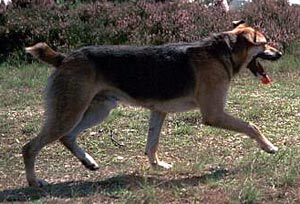
Stumper